# Gomphus pulchellus
Espèce
Statut de conservation UICN

 LC  : Préoccupation mineure
Gomphus pulchellus, le Gomphe joli ou le Gomphe gentil, est une espèce d'odonates du sous-ordre des anisoptères (ou libellules au sens strict), qui fait partie de la famille des Gomphidae.

## Description
Ce gomphe est relativement terne et élancé, jaune-verdâtre strié de noir, il mesure de 47 à 50 mm de long et contrairement aux autres espèces de gomphes, son abdomen n'est pas élargi en massue au niveau des segments S8 et S9.

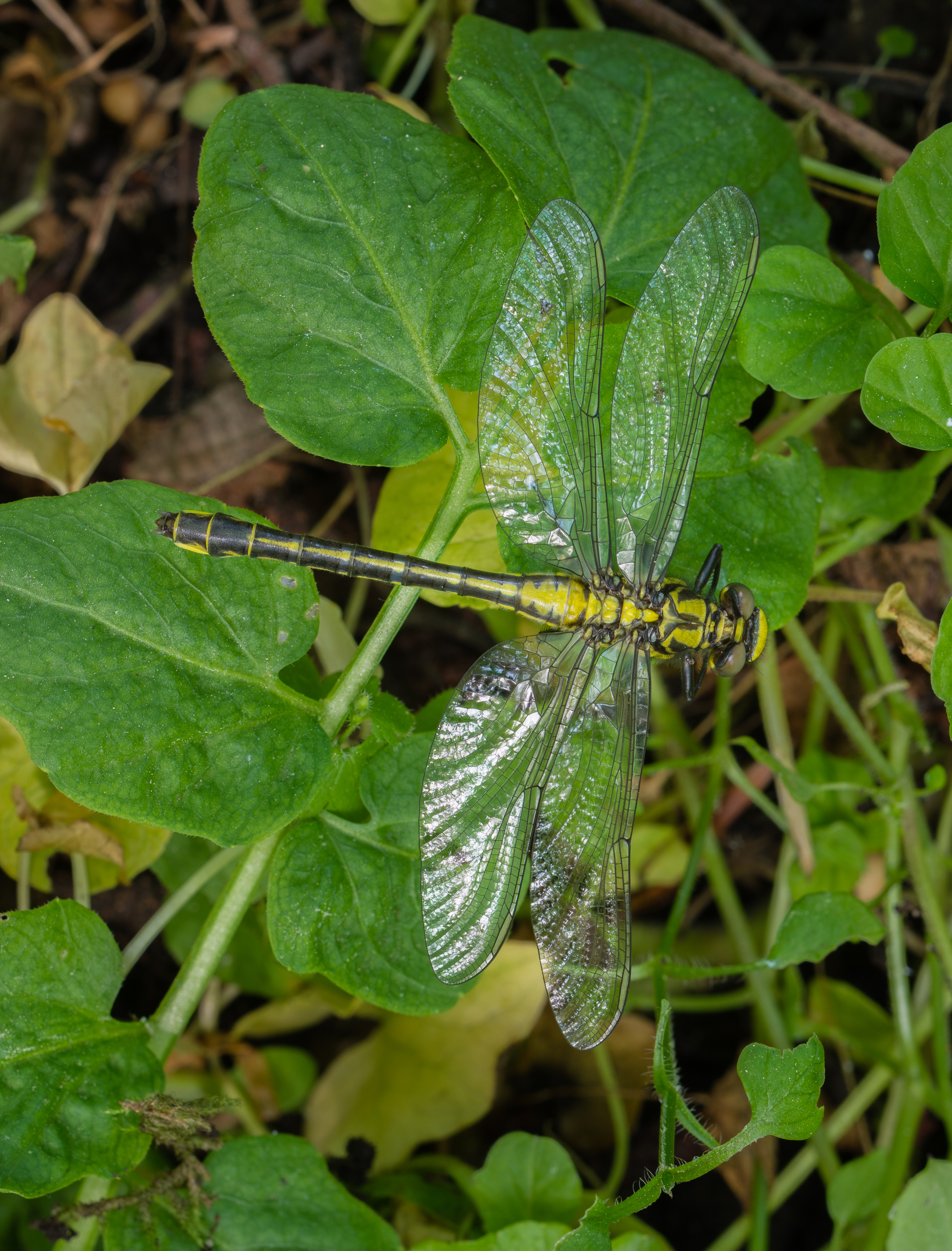
Gomphe gentil.
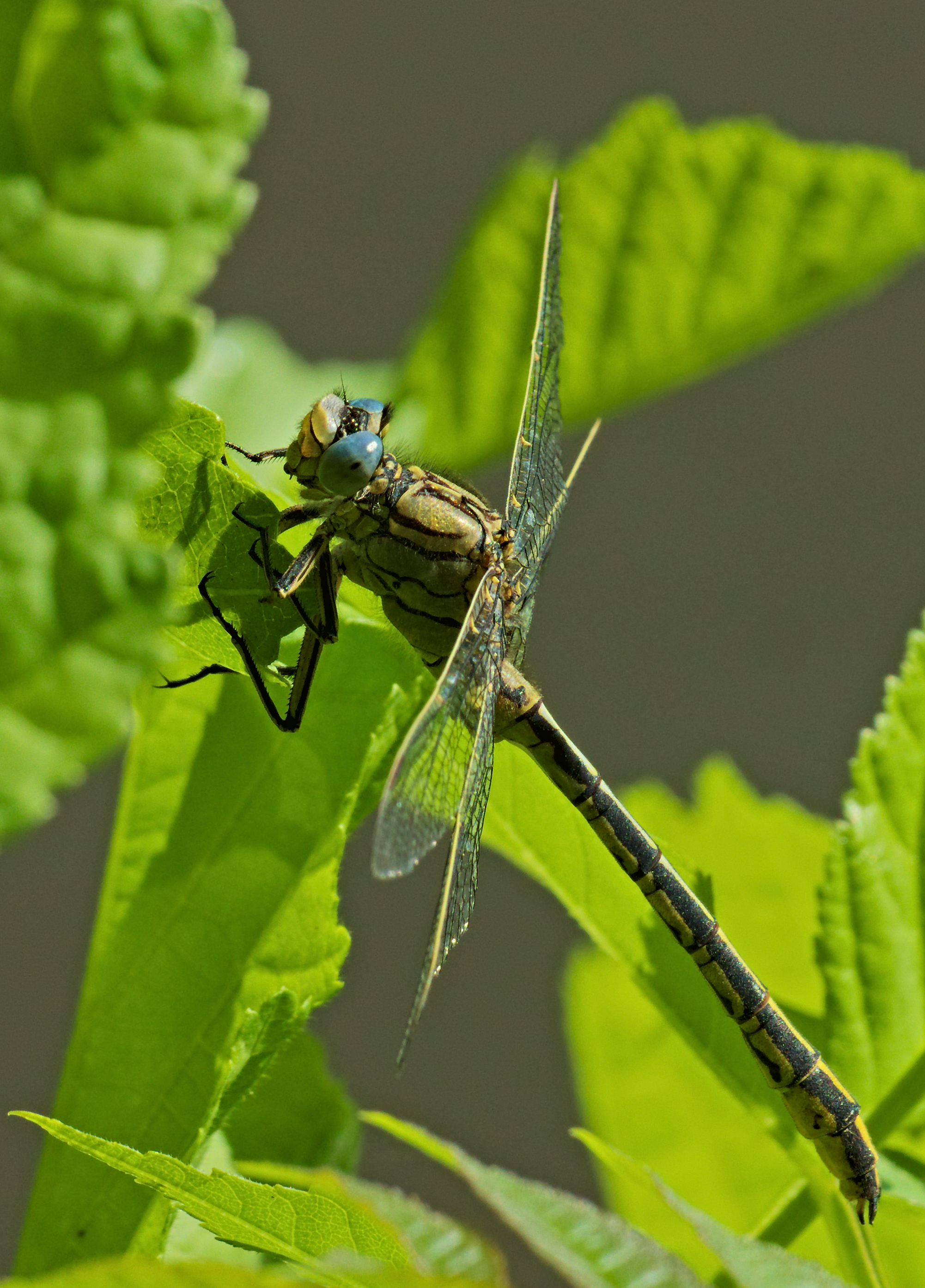
Gomphe gentil mâle.
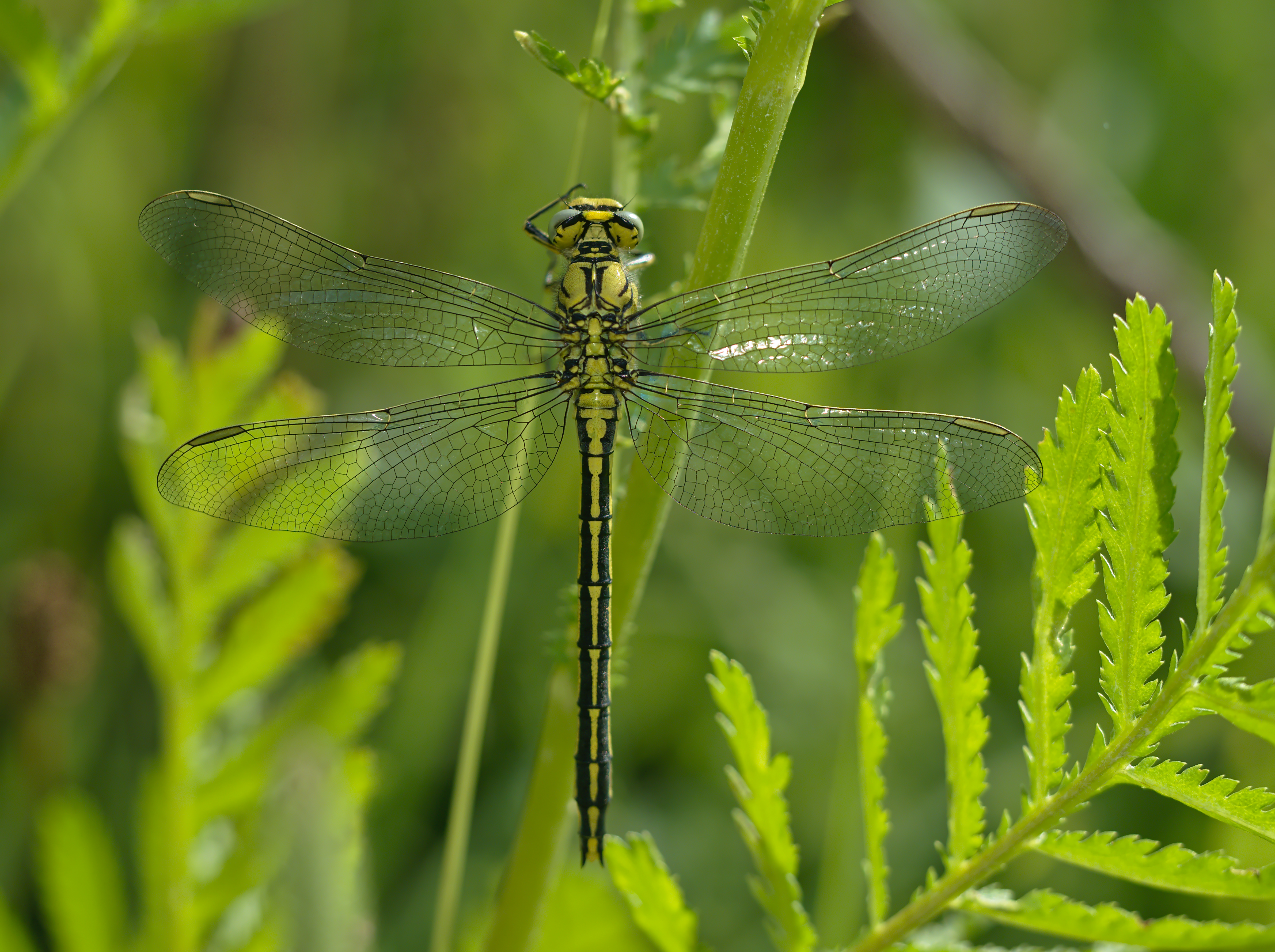
Un gomphus pulchellus. Juin 2020.

## Habitat
Cette libellule est généralement présente aux abords d’eaux à faible courant ou stagnantes. Ainsi, elle apprécie les rivières et les fleuves de plaine, mais aussi les zones humides stagnantes des gravières, les étangs de loisir ou piscicoles, les canaux ou encore les bras morts.

## Répartition
Endémique du sud-ouest de l’Europe (du sud de l'Espagne au nord de l'Allemagne), le gomphe gentil s’est étendu vers le nord et l'est du Rhin jusqu'à l'Elbe environ.

## Statut
Tout comme l'onychogomphe à pinces, Gomphus pulchellus est menacé par la pollution des eaux qu’il fréquente, le curage des berges ou encore la surdensité des poissons carnassiers sur son plan d’eau.
Mais cette espèce reste tout de même peu menacée en France et n'est qu'en préoccupation mineure sur la liste de l'UICN.